# Krutihlav obecný
Krutihlav obecný (Jynx torquilla) je menší pták z čeledi datlovitých (Picidae).

## Taxonomie
Rozlišuje se většinou 7 poddruhů, z nichž se v Evropě vyskytují 3:
- J. t. torquilla (Linnaeus, 1758) – většina Evropy
- J. t. tschusii Kleinschmidt, 1907 – Itálie včetně Sicílie, Sardinie a Korsiky
- J. t. sarudnyi Loudon, 1912 – od Uralu dále na východ

## Popis
Velikosti vrabce (délka těla 16–18 cm), s krátkým špičatým zobákem a dlouhým ocasem. Opeření je nenápadné, svrchu hnědošedě skvrnité, zespodu špinavě bílé a žlutavookrové s tmavými proužky. Přes oko a po stranách krku se táhne jedna, přes střed temene a hřbet druhá tmavá páska. Obě pohlaví jsou stejná. Má velmi ohebný krk, díky kterému dokáže otočit hlavu až o 180 stupňů. Od ostatních datlovitých liší měkkým ocasem, který mu neumožňuje šplhat po stromech.

### Hlas
Jako poplašný hlas slouží několikrát opakované tvrdé „tek“. Zpěv je charakteristická řada 12–18 hlasitých, naříkavě znějících tónů.

## Rozšíření
Žije v severozápadní Africe, většině Evropy a v mírném pásmu Asie. Je tažný, evropská populace zimuje ve střední Africe severně od rovníku a ojediněle i ve Středomoří, ptáci z Asie v Indii a jihovýchodní Asii.

### Výskyt v Česku
V Česku hnízdí na celém území, hlavně v nižších polohách, ale místy i dosti vysoko v horách (nejvýše v Krkonoších v 1130 m n. m. a v Jeseníkách v 1110 m). Jeho stavy se od počátku 60. let 20. století snižují; v letech 1985–89 byla celková početnost odhadnuta na 2,5–5 tisíc párů, v období let 2001–03 na 2–4 tisíce párů.
Krutihlav je jediným přísně tažným druhem šplhavce v Česku. Přílet probíhá od března do dubna, odlet od srpna do září.

### Biotop
Vyhledává světlé listnaté a smíšené lesy, žije i v remízcích, sadech nebo v křovinách s jednotlivými stromy.

## Rozmnožování
Hnízdí jednotlivě, teritoriálně. K tvorbě párů dochází ihned po příletu na hnízdiště. Hnízdo je v dutině stromu, kterou si kvůli slabému zobáku nedokáže vytesat ani v nejnahnilejším stromě. Využívá proto již existující dutiny, a to včetně těch obsazených jiným drobným ptákem, např. sýkorou koňadrou. V tomto případě původního obyvatele dutiny vyžene a vyhodí jeho hnízdo s vejci nebo mláďaty. Vlastní hnízdo nestaví, snůšku klade přímo na dno dutiny na zbytky trouchu nebo starého hnízda. Hnízdí 1–2× ročně od dubna do července. Samice snáší v jednodenních intervalech 8–11 (5–12) čistě bílých vajec o rozměrech 20,7 × 15,5 mm, na kterých sedí oba rodiče 12–14 dní. Je-li sedící pták vyrušen, zaujímá typický obranný postoj, při kterém syčí, ježí peří na temeni a kroutí hlavou (odtud český název krutihlav). Mláďata jsou krmena oběma rodiči, hnízdo opouštějí po 18–22 dnech a za dalších 7–14 dní se osamostatňují. Pohlavní dospělosti dosahují ve 2. kalendářním roce. Nejvyšší známý věk kroužkovaného ptáka je nejméně 10 let.

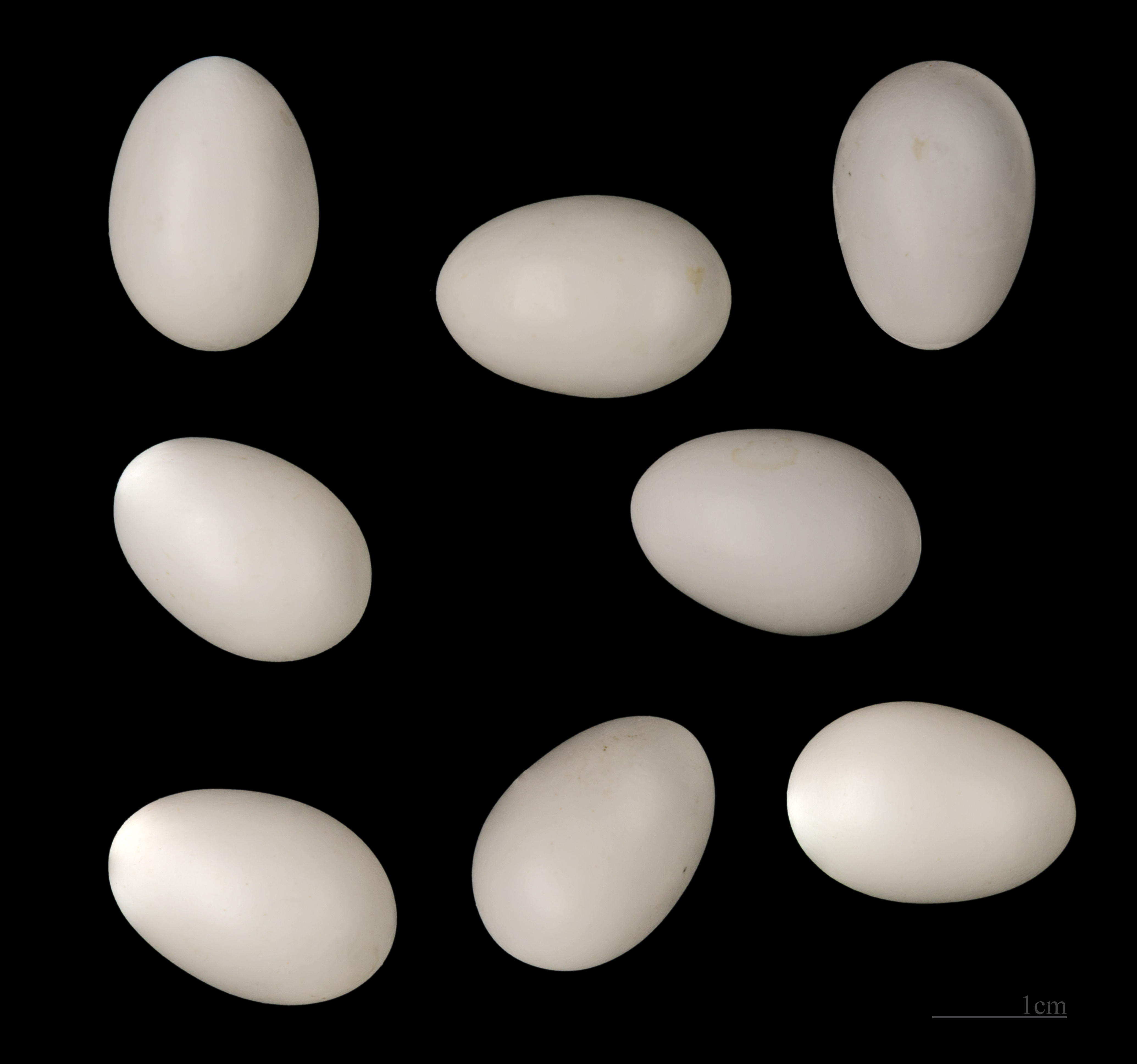
Vejce krutihlava obecného

## Potrava
Živí se převážně mravenci a jejich larvami, hlavně druhy Lasius niger, L. flavus a Myrmica rubra. Méně požírá také jiný hmyz, pavoukovce, hlemýždě a výjimečně i ptačí vejce. Na podzim konzumuje také různé plody, například bezu. Kořist sbírá dlouhým lepkavým jazykem. Na rozdíl od příbuzných ptáků ji nehledá v kůře stromů, ale hlavně na zemi.

## Ochrana
V Červeném seznamu ČR je zařazen do kategorie VU, tzn. zranitelný druh, ve vyhlášce MŽP ČR č. 395/1992 Sb. je veden jako druh silně ohrožený.